# 吴振德
吴振德（1933年—），男，浙江定海人，中国数学家，曾任河北师范大学教授、博士生导师，中国数学会理事，河北省数学会理事长。